# Condition des femmes au Maroc
La condition des femmes au Maroc est déterminée à la fois par le  juridique et par les mœurs sociales.

## Journées dédiées aux femmes
Le Maroc célèbre deux journées dédiées aux femmes : la Journée Nationale de la Femme qui coïncide avec le 10 octobre de chaque année et fête aussi la Journée internationale des femmes, le 8 mars de chaque année. Ce sont deux occasions pour mettre en exergue le rôle et la contribution de la femme au développement économique et social.

## Le droit des femmes au Maroc: un changement législatif progressif
Depuis la période précoloniale, la condition des femmes marocaines a évolué. Elles ont notamment pu acquérir un grand nombre de droits à la suite de la réforme du Code de la Famille, la Mudawana, en 2004 . Ce code régit en grande partie les droits et obligations des femmes. Ainsi il y a des évolutions pour les droits des femmes précédant cette réforme. Il y a également des promesses ancrées dans la nouvelle constitution de 2011 qui a fait suite au mouvement du « Printemps arabe ». 

### La place des femmes au Maroc: de la période précoloniale aux années 1990

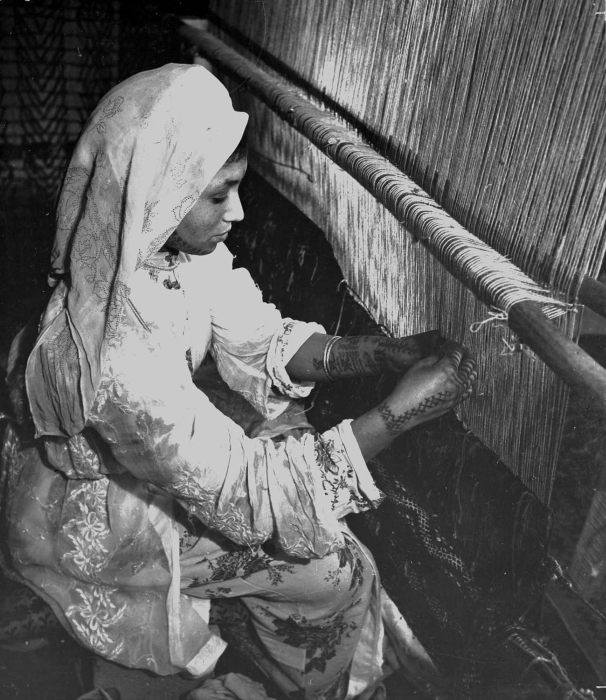
Une berbère tissant un tapis dans le Moyen Atlas (1955).

Durant la période précoloniale la population marocaine était principalement rurale. Les femmes travaillaient aux champs, allaient chercher l'eau aux sources, s'attelaient aux productions artisanales comme le tissage ou la poterie, sans parler de tous les travaux domestiques. Le droit « classique » avait alors peu d'influence dans les campagnes, c'est le droit islamique qui l’emportait. Ce dernier ne s'opposait pas au travail des femmes. Cependant tous les bénéfices du travail qu'elles effectuaient revenaient à leur mari. Comme le dit Meriem Rodary « (…) si les femmes marocaines n'ont jamais été empêchées de travailler, c'est leur accès aux bénéfices engendrés par leur travail que l'ordre social cherche à limiter, et ce quelle que soit la période considérée ». Ainsi, ce n'est pas l'avènement de la modernité remplaçant la tradition qui a permis aux femmes marocaines, et maghrébines en général, de travailler.
Durant la période du protectorat si l'occupant a imposé le droit civil à la population marocaine, le droit familial restait du ressort des tribunaux islamiques. En ce sens l'héritage colonial a laissé cette distinction engendrant l'application de la Charia à la famille à laquelle les femmes étaient systématiquement rattachées. D'autre part, les colons ont imposé des lois qui entravaient l'accès des femmes au travail telles que l'article 6 du Code du commerce (aujourd'hui abrogé) déclarant « la femme ne peut être marchande publique au Maroc sans le consentement de son mari [...] ». Il s'agissait alors d'être en accord avec le droit métropolitain. Par ailleurs, les Marocaines ne sont pas restées silencieuses dans la résistance au protectorat. Moha Ennaji raconte les chants et poèmes que certaines scandaient dans les rues alors que d'autres rejoignaient les mouvements de grève et de manifestation. « Si par sa nature le colonialisme menace les identités nationales, les femmes sont souvent les plus vulnérables en tant que protectrices et passeuses de l'identité culturelle » elles n'ont donc pas eu d'autres choix que de se battre pour défendre leurs droits. Cependant une réelle division sexuelle du travail existait, organisée selon le principe de séparation impliquant que certains travaux étaient réservés aux hommes ou aux femmes, et le principe hiérarchique qui implique que la valeur du travail des hommes est supérieure à celle des femmes. De ce fait les hommes s'appropriaient les bénéfices du travail des femmes mais également les avancées technologiques pour la réalisation de leur production (machine pour poterie par exemple). Ainsi, « le contrôle par les hommes de la production et de l’emploi des outils et des armes est la condition nécessaire à leur pouvoir sur les femmes, basé à la fois sur la violence (monopole masculin des armes) et sur le sous-équipement des femmes (monopole masculin des outils), condition sans laquelle ils auraient difficilement pu atteindre une appropriation aussi totale des femmes, une telle utilisation dans le travail, la sexualité, la reproduction de l’espèce ».
À la suite de la colonisation, l'heure était à la reconstruction du pays, de son identité et de ses institutions. Il faut donc attendre 1992 sous SM Hassan II pour voir s'enclencher un processus de réforme du Code de la Famille. Ce sont les associations féministes qui sont à l'origine de ce débat qui entraîne la formation d’une forte opposition, et divise tant la classe politique que la population. Le Roi tranchera en sa position de Commandeur des Croyants. Il reçoit les associations féministes et désigne une commission avant d’annoncer la timide réforme du 10 septembre 1993.

### Des changements juridiques majeurs: la Mudawana de 2004 et la Constitution de 2011
En 2004  Mohammed VI annonçait la réforme de la Mudawana, le Code de la famille,. Cette annonce a été perçue, à l'échelle nationale et internationale, comme une avancée importante pour le droit des femmes et l'égalité entre les sexes au Maroc. Le Maroc est une monarchie constitutionnelle. Le droit y est basé sur la Charia (le droit islamique) dont le Roi, actuellement Mohammed VI, est le garant en tant que Commandeur des Croyants. La constitution marocaine définit l’Islam, l'arabité et l'amazighité comme des « composantes fondamentales » de l'identité du peuple marocain et du pays comme terre d'Islam. La Mudawana, (Code de la Famille ou Code du Statut personnel), a été créée à la suite du dahir (décret loyal) de novembre 1957 sous SM Mohammed V après l'indépendance du pays. Le texte a été rédigé à la suite de la concertation d'un groupe d'oulémas et de fqihs en se basant sur des haddits (textes religieux) de la jurisprudence islamique malékite, le courant islamique marocain et ne sera pas modifié pendant 40 ans.   
Si la promulgation de la nouvelle Mudawana apporte avec elle son lot de droits et libertés pour les femmes, il est cependant intéressant de noter que ces avancées ne concernent finalement que les femmes mariées. En se penchant sur son préambule, nous pouvons voir que son but est « de faire justice aux femmes, de protéger les droits des enfants et de préserver la dignité des hommes ».
Au moment des débats autour de cette réforme les conservateurs et les courants politiques islamistes ont vivement exprimé leur désaccord. Cette prérogative de « préservation de la dignité des hommes » a été un facteur d'acceptation de cette nouvelle législation par ces derniers. Ainsi, si ces dispositions ont entraîné des obligations mutuelles dans le couple, les femmes sont toujours rattachées à la sphère domestique, n'ont pas de place dans la sphère publique, sont dépendantes des hommes et ne sont pas perçues comme des individus à part entière. Les femmes marocaines sont définies par le statut de fille ou d'épouse et la Mudawana de 2004 ne fait que renforcer cette identification. Il est intéressant d'observer que c'est le Code de la Famille qui régit le droit des femmes et que les nouvelles lois ne concernent que les femmes en couple en tant que mère ou épouse. En ce sens sur le plan juridique cette législation était plus progressiste par son image auprès de la communauté internationale que dans les faits. 
D'autre part, il reste encore des points importants qui sont restés inchangés et ne permettent pas un réel changement de la place des femmes dans la société marocaine. Il s'agit notamment des droits de succession (une femme touche la moitié de la part d'un homme), le droit à l'avortement, l'interdiction de mariage avec un non-musulman, la question du wali (le sali désigne le tuteur matrimonial dans le droit musulman) pour le mariage, les agressions sexuelles, les inégalités salariales, le harcèlement sexuel, le viol conjugal ou encore lors d'un divorce si la garde des enfants est souvent accordée à la mère, le père reste le tuteur légal.   
Les réformes de la Mudawana ont été largement perçues comme une réelle avancée en matière de droit des femmes. En effet auparavant l'homme avait le statut de chef de famille et sa femme lui devait respect et obéissance, tandis qu'aujourd'hui la gestion des affaires familiales incombe tant à l'homme qu'à la femme en tant que couple.  L'âge minimum pour le mariage est passé de 15 ans pour les femmes et 18 ans pour les hommes à 18 ans pour les deux sexes. Auparavant, seule la femme était tenue par l'obligation de fidélité. Le mari en était dispensé de par sa possibilité de devenir polygame. Aujourd'hui la polygamie est sujette à des restrictions et obligations (traitement parfaitement égal entre les femmes ou accord de la (ou les) femmes déjà mariées à l'homme) qui rendent l'accord du juge plus difficile à obtenir. Les conditions du divorce ont également été modifiées. Tout d'abord la répudiation ne constitue plus un droit du mari. Ensuite, les deux époux sont en mesure de demander le divorce (ce droit était réservé à l'homme). Mais l’une des plus grandes avancées est le fait que les femmes ne soient plus considérées comme d’éternelles mineures. Elles atteignent dorénavant la majorité à 18 ans, comme les hommes. À la suite de cette refonte de la Mudawana, il a fallu attendre sept ans avant que le droit des femmes ne se retrouve de nouveau à l’agenda politique.  
En 2011, comme leurs voisins, les Marocains descendent dans les rues pour réclamer plus de justice sociale, du travail ou encore pour dénoncer la corruption. Le Maroc n'a pas connu un mouvement comparable aux autres pays. Contrairement à ces derniers, la place du dirigeant n'était pas remise en question. Parmi les manifestants, des organisations féministes semblent avoir fait entendre leur voix,  puisque la Constitution, promulguée en réponse à ce soulèvement, inscrit le principe d'égalité homme femme dans son article 19. Elle met notamment en place un système de listes électorales exclusivement féminines afin d'aller progressivement dans le sens de la parité. Il s'agit alors d’asseoir la place que les Marocaines se sont faites en politique. En ce sens, il paraît important de souligner que ces évolutions ne sont pas uniquement le résultat de l'évolution d'un pays qui tente de prouver à la communauté internationale ses efforts en matière de développement démocratique. S'il est vrai que la pression des organisations internationales a pesé dans ces réformes, il ne faut pas négliger le combat des organisations féministes marocaines. Elles ont souvent à leur tête des citoyens des deux sexes faisant partie de l'élite intellectuelle. Ces organisations ont su se servir des normes internationales et elles ne se sont jamais détachées de l'Islam par lequel certaines justifient leur combat. 
La reconnaissance de traités internationaux contre les discriminations envers les femmes tel quel le CEDAW « Convention on the Elimination of Discrimination Against Women » (Convention sur l'élimination des discrimination envers les femmes) adopté en 1979 par l'assemblée générale des Nations unies et souvent considéré comme la convention des droits des femmes, et ratifié en 1993 par le Maroc.

### Événements récents
En 2012, une jeune femme prénommée Amina El Filali s'est suicidée, après avoir été forcée de se marier avec son violeur. Il s'agit d'une disposition prévue par l'article 475 du code pénal qui permet à un violeur d'échapper à la prison s'il épouse la victime. La virginité de la femme étant sacralisée au Maroc, il est très courant que la famille de la victime la pousse (ou la force) à se marier avec son agresseur afin d'éviter honte et déshonneur. Ce phénomène se retrouve tant dans les villes chez les classes populaires, qu'en milieu rural. Cet « incident » a entraîné un mouvement d'indignation très important, impliquant de nombreuses manifestations. Les militants ont finalement eu gain de cause et l'article a été abrogé deux ans plus tard. Néanmoins, si la loi ne permet plus de protéger un violeur par le mariage, un grand nombre de viols ne sont pas reportés aux instances juridiques et les familles continuent de marier leurs filles à leurs agresseurs pour éviter le déshonneur.  
Une vidéo circule sur les réseaux sociaux montrant une jeune femme handicapée mentale qui subit une agression sexuelle par quatre jeunes garçons, dans un bus. Les citoyens descendent dans les rues et une pétition tourne alors sur les réseaux sociaux pour condamner cet acte et réclamer plus de protection des femmes.  Ce soulèvement pousse le gouvernement à commander un rapport sur les violences faites aux femmes et à débattre de ce sujet à l'assemblée en 2016. Ces événements ont poussé une part de la population marocaine et les associations féministes à dénoncer les injustices faites aux femmes, néanmoins tolérées dans ce pays. On peut penser que le législateur est allé dans le sens de leurs doléances, cependant la réalité du terrain est différente.
En 2022, une enquête d'opinion présente une société marocaine divisée sur la question du droit à l'héritage des femmes. 